# Raymond des Arènes
Raimond ou Raymond des Arènes (né à Nîmes et mort en 1176 ou 1177) est un cardinal français  du XIIe siècle.

## Biographie
Issu d'une famille importante de Nîmes, il fait des études de droit canon et romain. Il pratique le droit à Avignon et Arles. Il devient chanoine du chapitre cathédral de Beauvais de 1149 à 1158.
Le pape Adrien IV le crée cardinal lors du consistoire de mars 1158. Il est légat d'Adrien IV en Espagne. Raymond participe à l'élection de l'antipape Victor IV en 1159 et participe au synode de Pavie, mais vers 1162 il retourne à l'obédience du pape légitime Alexandre III et s'installe à Montpellier.